# Clinocera penai
Clinocera penai är en tvåvingeart som beskrevs av Sinclair 2008. Clinocera penai ingår i släktet Clinocera och familjen dansflugor. Inga underarter finns listade i Catalogue of Life.